# Saffron Burrows
Saffron Dominique Burrows (ur. 21 października 1972 w Londynie) – angielska aktorka i była modelka.

## Życiorys
Urodziła się w rodzinie aktywnej politycznie – oboje jej rodzice są socjalistami. Jej ojciec jest architektem i nauczycielem, matka, feministka Susie, pracuje jako nauczycielka. W wieku lat szesnastu Saffron odkryta została przez łowcę talentów; wówczas rozpoczęła karierę modelki.
Zadebiutowała nieznaczną rolą w filmie W imię ojca (1993) w reżyserii Jima Sheridana. W dramacie Pat O’Connor pt. W kręgu przyjaciół (1995) wystąpiła w pierwszej poważnej roli, jako ambitna Irlandka Nan Mahon. W 2008 roku zagrała postać Martine Love w filmie Angielska robota. W tym samym roku, u boku Christiana Slatera i Mädchen Amick zagrała w serialu stacji NBC Mój śmiertelny wróg. Dwukrotnie – w 2008 i 2009 roku – nominowana była do Nagrody Gildii Aktorów Filmowych za rolę Lorraine Weller w serialu Orły z Bostonu.
Przez kilka lat była związana z reżyserem Mikiem Figgisem. Po zakończeniu tego romansu prasa spekulowała o jej romansie z Fioną Shaw, Burrows jednak nie potwierdziła ani też nie zaprzeczyła tym rewelacjom: I don’t think who I sleep with is of any interest to anyone,[...]I have a beautiful life, and it is precious and it is private. I am terribly happy. That is all. (Nie uważam, by to z kim sypiam mogło zainteresować kogokolwiek. Mam piękne życie, to jest cenne i to jest prywatne. Jestem niesamowicie szczęśliwa. To wszystko).
Od 2013 pozostaje w związku małżeńskim z producentką telewizyjną Alison Balian. Ma dwoje dzieci – syna (2012) i córkę (2017).

## Filmografia
- 1993 – W imię ojca (In the Name of the Father) jako dziewczyna
- 1995 – W kręgu przyjaciół (Circle of Friends) jako Nan Mahon
- 1996 – Cold Lazarus jako Sandra Sollars
- 1996 – Lovelife jako Zoey
- 1999 – Utracona niewinność seksualna (Loss of Sexual Innocence) jako angielska bliźniaczka / włoska bliźniaczka
- 1999 – Wing Commander jako porucznik Jeanette „Angel” Devereaux
- 1999 – Piekielna głębia (Deep Blue Sea) jako dr Susan McCallister
- 1999 – Namiętność panny Julity (Miss Julie) jako panna Julita
- 2000 – Timecode jako Emma
- 2000 – Gangster nr 1 (Gangster No. 1) jako Karen
- 2001 – Tempted jako Lilly LeBlanc
- 2001 – Enigma jako Claire
- 2002 – Frida jako Grace
- 2003 – Piotruś Pan (Peter Pan) jako narrator (głos)
- 2004 – Troja (Troy) jako Andromache
- 2005 – Klimt jako Lea de Castro
- 2006 – Istota doskonała (Perfect Creature) jako Lilly
- 2006 – Fay Grim jako Juliet
- 2007 – Zabić wspomnienia (Reign Over Me) jako Donna Remar
- 2007 – Zakaz parkowania (Dangerous Parking) jako Claire
- 2008 – Angielska robota (The Bank Job) jako Martine Love
- 2008 – Gitara (The Guitar) jako Melody Wilder
- 2008 – Mój śmiertelny wróg (My Own Worst Enemy) jako dr Norah Skinner
- 2009 – Kings jako Śmierć
- 2009 – Całe życie z wariatami (Shrink) jako Kate Amberson
- 2010 – Prawo i porządek: Zbrodniczy zamiar (Law & Order: Criminal Intent) jako Serena Stevens
- 2011 – Kości (Bones) jako Serena Stevens
- 2012 − Small Apartments
- 2012 – Knife Fight jako Sophia
- 2013–2014 − Agenci T.A.R.C.Z.Y. jako Victoria Hand
- 2014–2018 − Mozart in the Jungle jako Cynthia